# Санкт-Петер (Верхний Шварцвальд)
Санкт-Петер (нем. St. Peter) — община в Германии, в земле Баден-Вюртемберг.
Подчиняется административному округу Фрайбург. Входит в состав района Брайсгау — Верхний Шварцвальд. Население составляет 2547 человек (на 31 декабря 2010 года). Занимает площадь 35,93 км².

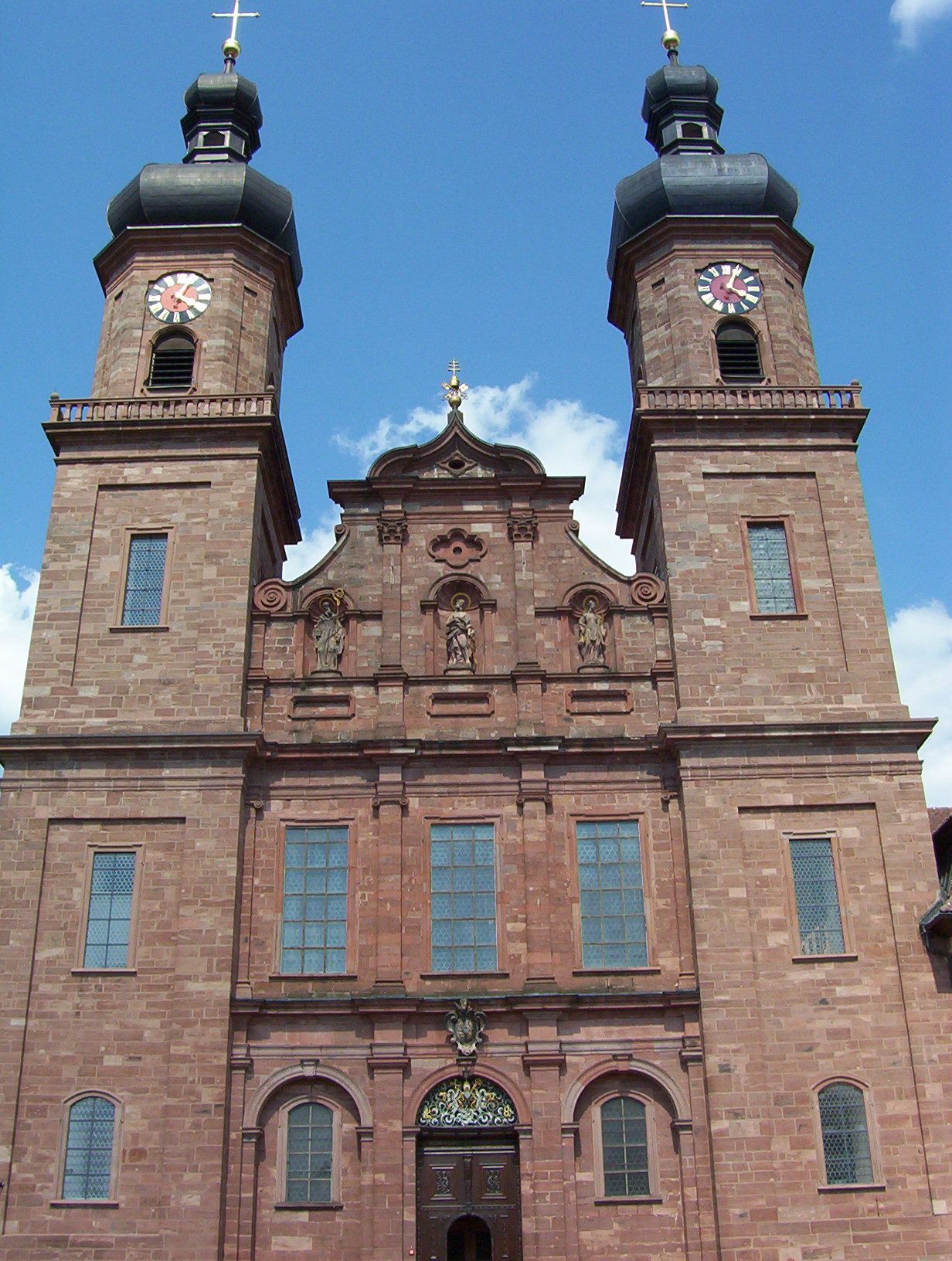
Монастырь Св. Петра